# Sint-Catharinakerk (Jeníkov)
De Sint-Catharinakerk (Tsjechisch: Kostel svaté Kateřiny) is een rooms-katholieke kerk in de Tsjechische plaats Jeníkov (Čechtice) en behoort tot de parochie van Čechtice. Het is een eenbeukig gebouw dat vermoedelijk uit de 14e eeuw dateert. Sinds 1958 geniet het kerkgebouw de status van cultureel monument.

## Geschiedenis
Gegevens over de exacte datum van oprichting of de naam van de bouwer zijn onbekend, maar geschat wordt dat de kerk van de 14e eeuw dateert. In het boek Topografii Království českého vermeldt Josef Schaller dat er rond 1395 een pastoor annex geestelijk verzorger van de kerk in Jeníkov woonde, maar rond 1369 werd reeds melding gemaakt van het overlijden van ene pastoor Mikuláš.
Gedurende de jaren 90 van de 20e eeuw werd uitgebreid, archeologisch onderzoek verricht, waarna een volledige restauratie van de kerk volgde. Op 22 augustus 1999 droeg toenmalig bisschop Václav Malý een feestelijke mis op ter ere van de afronding van de herstelwerkzaamheden.

## Ligging en plattegrond

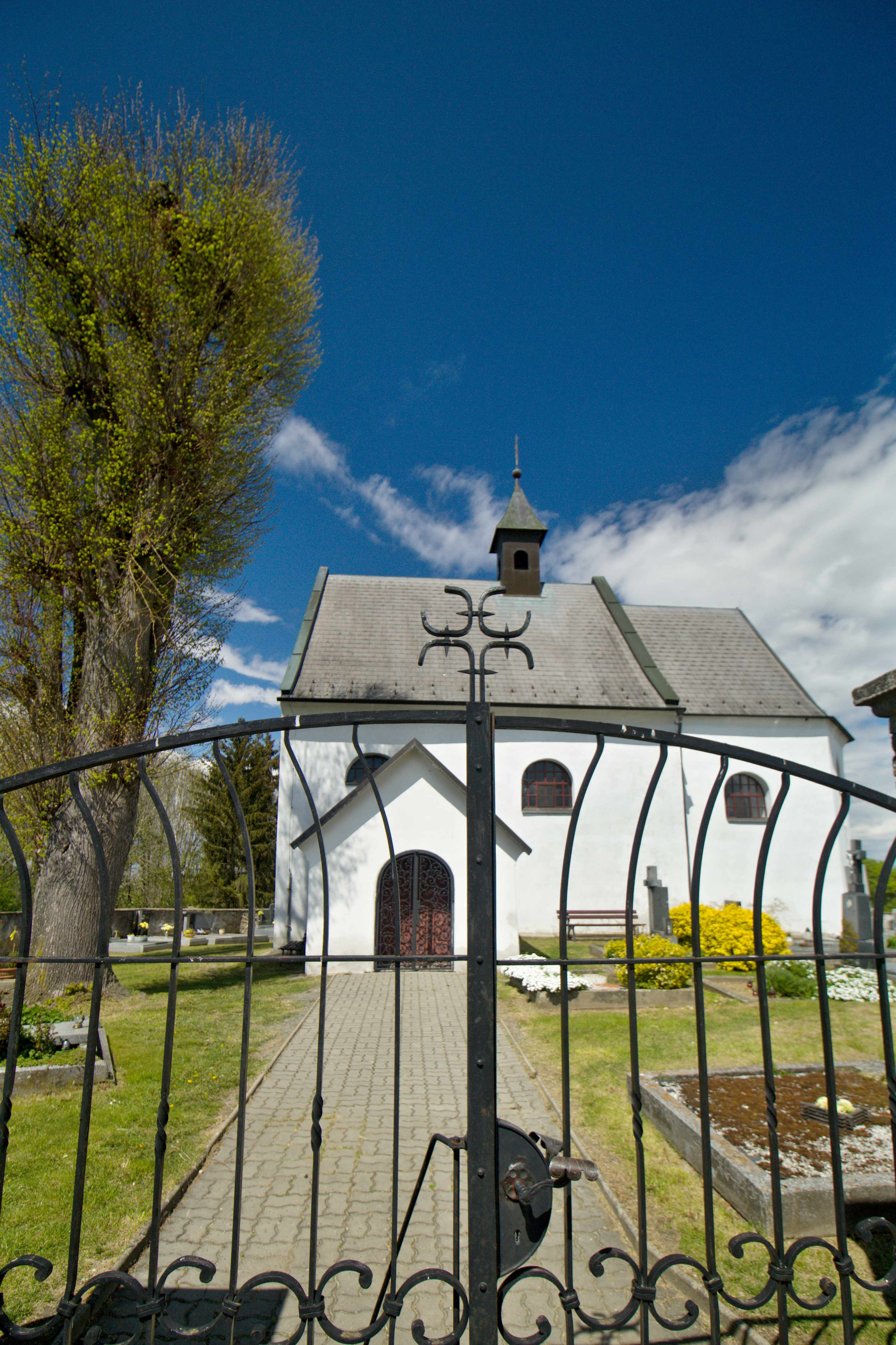
Toegangspoort (2020)

De Sint-Catharinakerk ligt bijna in de velden, enigszins op een heuvel, ongeveer een halve kilometer buiten het centrum van Jeníkov, en is bereikbaar via een kort landweggetje, dat aftakt van de hoofdweg van Jeníkov naar Čechtice.
De bijna vierkante plattegrond van het schip van de kerk is origineel en wordt afgesloten door een veelhoekig kansel. Het interieur is overwelfd met een gotisch kruisgewelf, maar de oorspronkelijke gotische vensters zijn dichtgemetseld en vervangen door barokke varianten. 
Naast de kerk stond een houten klokkentoren met twee klokken. Verder is het gebouw aan de buitenzijde omgeven door een ommuurde begraafplaats, die in 1834 door lokale inwoners van een toegangspoort werd voorzien.

## Kerkdiensten
De Sint-Catharinakerk wordt beheerd door de parochie van Čechtice. Twee keer per jaar vindt een bedevaart naar de kerk plaats: een tijdens de viering van Maria-Tenhemelopneming, de ander op de dag van de lokale kermis (laatste zondag van november).